# 大都路
大都路，中国元朝的路。

## 沿革
元朝至元九年（1272年），改中都路为大都路，治所在大興府大興縣、宛平縣（今北京市）。轄區包括今北京市、河北省怀来县、涿州、霸州市以东，怀来县、延庆县、长城以南，天津市武清区、大城县以北，遵化县和大运河下游流域以西。大都路領大興府和八州：涿州、霸州、通州、薊州、順州、檀州、東安州、固安州。
至元十三年（1276年），升大興府漷陰縣為漷州，並以大興府香河、武清二縣割屬漷州。延祐三年（1316年），上都路宣德府奉聖州縉山、懷來二縣改屬大都路，並升縉山縣為龍慶州，以懷來縣屬州。至此，大都路領一府十州。
明朝洪武元年（1368年），改大都路为北平府。

## 總管
兼任大興府尹
- 忽辛（1273年－1279年）[3]
- 郝天舉[4]
- 沙的（1297年見任）[5]
- 姚天福（1300年－1302年）[6]
- 馬思忽（1317年見任）[7]
- 劉原仁（？－1331年）[8]
- 李稷（1361年－1364年）[9]